# Proceroblesthis prolata
Proceroblesthis prolata là một loài bọ cánh cứng trong họ Cerambycidae.